# Elly Blake
Elly Blake (* 8. srpna Windsor) je kanadská spisovatelka fantasy. Její první knihou je Frostblood, který vyšla v originále v roce 2017.

## Životopis
Narodila se ve Windsoru v Kanadě. Doteď (2018) zde žije s manželem, dětmi a sibiřským huskym.
Má ráda pohádky, staré domy a sovy. Po získaní bakalářského titulu v anglické literatuře pracovala v různých zaměstnáních. Byla zaměstnaná například jako projektová manažerka, grafička, reportérka pro místní časopis nebo asistentka v knihovně. Současně se věnuje fantasy knihám pro děti a mládež.
Její práce je reprezentovaná Suzie Townsendovou z New Leaf Literary & Media.

### Knižní sérieFrostblood
- Ledová krev – 3. srpna 2017 (Frostblood – 10. ledna 2017)
- Ohnivá krev – 12. dubna 2018 (Fireblood – 12. září 2017)
- Nightblood – 21. srpna 2018